# Ramusella gyrata
Ramusella gyrata är en kvalsterart som först beskrevs av Sandór Mahunka och Giulio Paoletti 1984.  Ramusella gyrata ingår i släktet Ramusella och familjen Oppiidae. Inga underarter finns listade i Catalogue of Life.